# Molly Ringwald
Pour les articles homonymes, voir Ringwald.
Molly Ringwald, née le 18 février 1968 à Roseville (Californie) est une actrice américaine.
Elle est principalement connue pour ses rôles dans Rose bonbon, The Breakfast Club ou encore Seize Bougies pour Sam.

## Biographie

### Enfance
Molly Ringwald est née le 18 février 1968 à Roseville (Californie). Elle est la fille du pianiste de jazz, Robert Ringwald, qui est aveugle. Sa mère est Adele Edith Frembd.
Elle a deux sœurs, Beth et Kelly Ringwald.

## Carrière
Elle commence sa carrière d'actrice très jeune.  À cinq ans, elle joue dans la pièce Alice in Wonderland.  À six ans, elle enregistre avec son père un album de jazz Dixieland, maintenant très recherché par les collectionneurs. 
À huit ans, elle participe à l'émission télévisée The New Mickey Mouse Club et interprète l'une des chansons sur un album de Noël publié par la compagnie Walt Disney en 1980.
Molly Ringwald joue en 1979 dans plusieurs épisodes de la série télévisée Arnold et Willy. Cette année-là, elle est également au générique de la série Drôle de vie, mais son personnage est supprimé après la première saison.  Elle se tourne ensuite vers le cinéma, et trouve son premier rôle majeur dans Seize Bougies pour Sam (Sixteen Candles) en 1984.
Le film qui la fait connaître du grand public est Rose bonbon (Pretty in Pink) en 1986. Bien qu'elle ait joué une « princesse » dans son plus grand succès, The Breakfast Club, Ringwald interprète souvent des personnages mélancoliques, naïfs, cérébraux et frustrés.  Ses rôles ont beaucoup influencé les émissions et teen movies des années 1990.
Parmi ses principaux films, on trouve Comme un cheval fou (Fresh Horses), Le Dragueur ainsi que The Breakfast Club.  Alors qu'elle était l'actrice adolescente hollywoodienne la plus populaire, elle est apparue sur la couverture de publications telles que Tiger Beat, Teen (en) et plusieurs autres.
Sa carrière ralentit au cours des années 1990 où elle n'apparaît que dans des téléfilms et des films d'horreur. Elle regrette plus tard son refus de faire un film dont elle avait décroché le rôle principal : Ghost. Son retour à la télévision en 1996 dans la sitcom Townies est salué par la critique, mais les mauvaises parts d'audience entraînent la disparition de l'émission après seulement quinze épisodes.
Elle vit ensuite en France pendant quatre ans et ne joue alors que dans des films en français, dont notamment Enfants de salaud (1996) de Tonie Marshall.
Molly Ringwald a également joué au théâtre à Londres ainsi qu'à Broadway. Comme en clin d'œil au début de sa carrière, on la retrouve en 2001 dans le film Sex Academy, qui est une parodie des teen movies.
Elle fait son retour en 2008 en décrochant l'un des rôles principaux dans la série télévisée La Vie secrète d'une ado ordinaire. Dans cette série, elle joue Anne Juergens, la mère d'une jeune fille de 15 ans qui découvre qu'elle est enceinte. La série est un succès auprès du public dans ses débuts et dure cinq saisons.

## Vie privée
Elle s'est mariée avec Valéry Lameignère le 28 juillet 1999 mais ils ont divorcé en 2002.
Elle s'est remariée à Panio Gianopoulos, un écrivain greco-américain, en 2007. Le couple a une fille, Mathilda Ereni, née en 2003 et des jumeaux le 10 juillet 2009, un garçon, Roman Stylianos et une fille, Adele Giorgiana. D'ailleurs, sa grossesse est intégrée à son personnage, Anne Juergens, dans La Vie secrète d'une ado ordinaire.

## Filmographie

### Cinéma

#### Longs-métrages
- 1982 : Tempête (Tempest) de Paul Mazursky : Miranda Dimitrius
- 1983 : Le Guerrier de l'espace : Aventures en zone interdite (Spacehunter : Adventures in the Forbidden Zone) de Lamont Johnson : Niki
- 1984 : Seize Bougies pour Sam (Sixteen Candles) de John Hughes : Samantha "Sam" Baker
- 1985 : The Breakfast Club de John Hughes : Claire Standish
- 1986 : Rose bonbon (Pretty in Pink) d'Howard Deutch : Andie Walsh
- 1987 : Le Dragueur (The Pick-Up Artist) de James Toback : Randy Jensen
- 1987 : King Lear de Jean-Luc Godard : Cordélia
- 1987 : Le Bras de fer (P.K. and the Kid) de Lou Lombardo : P.K. Bayette
- 1988 : Et si on le gardait ? (For Keeps?) de John G. Avildsen : Darcy Elliot Bobrucz
- 1988 : Comme un cheval fou (Fresh Horses) de David Anspaugh : Jewel
- 1990 : Le Mariage de Betsy (Betsy's Wedding) d'Alan Alda : Betsy Hopper
- 1990 : Strike It Rich de James Scott (en) : Cary Porter
- 1993 : Fausse note pour un mariage (Face the Music) de Carol Wiseman : Lisa Hollis
- 1994 : Tous les jours dimanche de Jean-Charles Tacchella : Janet Gifford
- 1995 : Malicious d'Ian Corson : Melissa Nelson
- 1995 : Baja de Kurt Voss : Bebe Stone
- 1996 : Enfants de salaud de Tonie Marshall : Susan
- 1997 : Office Killer de Cindy Sherman : Kim Poole
- 1999 : Mrs. Tingle (Teaching Mrs Tingle) de Kevin Williamson : Mlle Banks
- 1999 : Kimberly de Frederic Golchan : Nancy
- 1999 : Requiem for Murder de Douglas Jackson : Anne Winslow
- 2000 : Cut de Kimble Rendall : Vanessa Turnbill / Chloe
- 2000 : The Giving Tree de Cameron Thor : Penelope
- 2000 : In the Weeds de Michael Rauch : Chloe
- 2001 : Sex Academy (Not Another Teen Movie) de Joel Gallen : L'hôtesse à l'aéroport
- 2001 : Cowboy Up de Xavier Koller : Connie
- 2014 : Le Noël de mes 10 ans (Wishin' and Hopin') de Colin Theys : Mme Frechette
- 2014 : Me de Jefery Levy : Pepper Folly
- 2015 : Jem et les Hologrammes (Jem and the Holograms) de Jon Chu : Mme Bailey
- 2015 : Bad Night de Chris Riedell et Nick Riedell : The Collector
- 2016 : King Cobra de Justin Kelly : Amy
- 2017 : SPF-18 d'Alex Israel : Faye Cooper
- 2018 : The Kissing Booth de Vince Marcello : Mme Flynn
- 2018 : Siberia de Matthew Ross : Gabby Hill
- 2018 : All These Small Moments de Melissa Miller Costanzo : Carla Sheffield
- 2020 : The Kissing Booth 2 de Vince Marcello : Mme Flynn
- 2021 : The Kissing Booth 3 de Vince Marcello : Mme Flynn
- 2023 : Bad Things de Stewart Thorndike : Mme Auerbach

#### Courts-métrages
- 1994 : Some Folks Call It a Sling Blade de George Hickenlooper : Teresa Tatum
- 1998 : Titey de David Wachtenheim : Anne Frank (voix)
- 2000 : The Translator de Leslie Anne Smith : Julie Newman
- 2021 : Spa Day de Kevin Armento et Jaki Bradley : Coral

### Télévision

#### Séries télévisées
- 1979-1980 : Arnold et Willy (Diff'rent Strokes) : Molly Parker
- 1979-1980 : Drôle de vie (The Facts of Life) : Molly Parker
- 1986 : Tall Tales & Legends : Jenny Smith
- 1994 : Le Fléau (The Stand) : Frannie Goldsmith
- 1996 : Townies : Carrie Donovan
- 1996 : Remember WENN : Angela Colton
- 2000 : Au-delà du réel : L'aventure continue (The Outer Limits) : Allison Channing
- 2000 : The Street : Devyn Alden
- 2006 : Médium : Kathleen Walsh
- 2008-2013 : La Vie secrète d'une ado ordinaire (The Secret Life of the American Teenager) : Anne Juergens
- 2011 : Psych : Enquêteur malgré lui (Psych) : Infirmière McElroy
- 2014 : Rainbow Brite : La Princesse (voix)
- 2016 : Docteur La Peluche (Doc McStuffins) : Darla (voix)
- 2016 : Odd Mom Out : Joy Greene
- 2017-2023 : Riverdale : Mary Andrews
- 2019 : Les Chroniques de San Francisco (Tales of the City) : La mère de Claire
- 2019 : Raising Expectations : Paige Wayney
- 2021 : Creepshow : Mlle Porter
- 2022 : Monstre (Monster) : Shari Dahmer
- 2022 : The Bear : La modératrice
- 2024 : Feud, saison 2 Capote vs. The Swans : Joanne Carson

#### Téléfilms
- 1983 : Packin' It In de Jud Taylor : Melissa Webber
- 1985 : Surviving de Waris Hussein : Lonnie
- 1990 : Women and Men : Stories of Seduction de Frederic Raphael, Tony Richardson et Ken Russell : Kit (segment Dusk Before Fireworks)
- 1992 : Le combat d'Alison (Something to Live for : The Alison Gertz Story) de Tom McLoughlin : Alison Gertz
- 1998 : Il était deux fois (en) (Twice Upon a Time) de Thom Eberhardt : Beth Sager
- 1998 : Since You've Been Gone de David Schwimmer : Claire, la fan
- 2002 : The Big Time de Paris Barclay : Marion Powers
- 2006 : Deux mariages de trop (The Wives He Forgot) de Mario Azzopardi : Charlotte Saint John
- 2006 : Molly : An American Girl on the Home Front de Joyce Chopra : Mlle Helen McIntire

## Publication
- Molly Ringwald, When it happens to you, New York City, (NY), USA, Simon & Schuster, 2012, 256 p.  (ISBN 978-1-4711-1348-2)[2]